# Vicus van Asse-Kalkoven
Tijdens de Romeinse tijd bevond er zich ter hoogte van de wijk Kalkoven van het Vlaams-Brabantse Asse een Romeinse vicus, al werd Asse waarschijnlijk al bewoond door de Nerviërs. Vanaf het midden van de eerste eeuw verbond een Romeinse heerweg Asse met de Nervische hoofdstad Bavay (Bagacum Nerviorum). Vanuit Asse was er verbinding met onder meer de nabijgelegen vicus van Elewijt en de vicus van Rumst. De Romeinen bouwden in deze nederzetting mogelijk een legerkamp. 
In de wijk Kalkoven zijn talrijke archeologische vondsten gedaan. Daar bevond zich de voormelde Romeinse vicus, gelegen aan een deverticulum. Een belangrijke economische activiteit was het pottenbakken.  Er zijn immers overblijfselen van een pottenbakkerij gevonden, tezamen met goed bewaarde resten van ovens, misbaksels en een hier bijhorend bijgebouw. Begin 2008 werd er een deel van een Romeinse weg blootgelegd, die waarschijnlijk een straat van een kleine dorpskern vormde. Een deel daarvan is nog steeds zichtbaar in de inkomhal van de Federale Politie van Asse.
In 2014 werd er door de vereniging Agilas vzw een perceel van 204 m² onderzocht in het centrum van de wijk Kalkoven. Er werden mogelijke sporen van onder andere een leerwinningskuil en een silo gevonden, net als sporen van een gracht. De gevonden gracht viel te dateren uit de tweede helft van de 1e eeuw, nadat deze gedempt werd, kwam er een nieuwe – kleinere – gracht, die tegen het einde van de 2e of het begin van de 3e eeuw opgevuld werd. Ook werden er heel wat fragmenten en scherven van Romeins vaatwerk (waaronder terra sigillata) ontwaard, allen te dateren in de 1e en 2e eeuw. Ook werd een beugel van een fibula, een zilvermunt van Titus Flavius Domitianus en sporen van steenkool opgegraven.

## Religie
In Asse werden 150 Romeinse munten gevonden, vooral uit de 2e eeuw n.Chr. en 20 paardenbeeldjes in terracotta. In de naburige vicus van Elewijt werden ook zulke paardenbeeldjes gevonden, deze beeldjes verwijzen wellicht naar de cultus van de Keltische godin Epona.